# Presbyter Judaeorum
Le Presbyter Judaeorum était le chef officiel des Juifs d'Angleterre avant l'édit d’expulsion promulgué en 1290 par le roi Édouard Ier d'Angleterre. Une fois nommé, le titulaire occupait le poste jusqu'à sa mort, à l'exception de deux ou trois cas, où le titulaire a démissionné ou a été congédié.

## Histoire
Prynne, dans son « Demurrer » (ii. 62), affirme que le Presbyter Judaeorum n'était qu'un simple officier séculier de l'Échiquier des Juifs (en) ayant une charge de contrôleur, alors que Tovey (« Anglia-Judaica », p. 53-63) soutient que l'utilisation des termes de « sacerdos » et « pontifex » comme synonyme de l'office montre son caractère ecclésiastique.
Entre 1199 et 1290, il y a eu six Presbyter Judaeorum, le premier connu étant Jacob de Londres (en), nommé en 1199 ; les suivants ont été nommés à la faveur d'Eleanor de Provence, reine d'Angleterre de 1236 à 1272 (« Rymer Toedera », i. 591) :
- Josce de Londres (en) (1217-1237) ;
- Aaron d'York (1237) ;
- Elias le Evesque (en) (1237) ;
- Hagin fil Mosse (en) (1257) ;
- Hagin fil Deulacres (1281).

Dans l'octroi d'Elias le Evesque, les juges des Juifs ont reçu l'ordre de ne délivrer aucune assignation sans la confirmation dudit Elias, d'où il ressort que le Presbyter Judaeorum a quelque peu agi comme un baron de l'Échiquier des Juifs (en); et il était clairement indiqué que Hagin fil Mosse (en) avait été assermentée par l'Échiquier des Juifs (en) pour assurer la justice au nom du roi et expliquer les lois du roi. Il est donc probable que le Presbyter Judaeorum était le successeur des juges juifs, dont deux sont mentionnés vers la fin du XIIe siècle.

## Sources
- Jacobs, Joseph. "Presbyter Judæorum." Encyclopédie juive.'Funk and Wagnalls, 1901-1906, qui contient la bibliographie suivante :
- Papers de l'association anglo-juive, p. 178-179, 193, 262-271.